# Pelješki partizanski odred
Pelješki narodnooslobodilački partizanski odred bila je partizanska postrojba u sastavu Narodnooslobodilačke vojske i partizanskih odreda Jugoslavije tijekom Drugog svjetskog rata u Hrvatskoj.

## Ratni put
Formiran je krajem prosinca 1941. na poluotoku Pelješcu. Imao je isprva 16, a krajem mjeseca oko 25 boraca. U početku rata ometao je promet, vršio diverzije i razoružavao grupe oružnika. Zbog njegove aktivnosti talijanske snage su u rujnu 1942. izvele neuspješnu akciju čišćenja. U studenom i prosincu Odred je nanio talijanskim postrojbama i domobranima znatne gubitke, pa je krajem prosinca uslijedila nova talijanska akcija čišćenja u kojoj su kod sela Sučevice talijanske snage razbijene. Već 1942. Odred je upućivao grupe boraca na Biokovo, a početkom 1943. tamo je uputio veću grupu za formiranje 4. dalmatinske brigade; zatim je kraće vrijeme ratovao na dubrovačko-hercegovačkom području. U rujnu 1943. njegovi borci ulaze u sastav 13. dalmatinske brigade. Ponovo je formiran u prvoj polovici siječnja 1944., u jačini od oko 20 boraca. Od 2. svibnja 1944. u sastavu je Grupe južnodalmatinskih otočkih odreda NOP-a. Izvodio je manje akcije protiv njemačkih snaga na Pelješcu, održavao vezu s partizanskim postrojbama na otocima i osiguravao desantne prepade dijelova 26. divizije. U listopadu je od Pelješkog i Hvarskog odreda formiran 3. bataljun Grupe južnodalmatinskih otočkih odreda NOP-a. Rasformiran je poslije konačnog oslobođenja Dalmacije, 10. studenog 1944., a borci su ušli u sastav postrojbi 8. korpusa NOVJ-a.